# Площадь Калинина (Великие Луки)
Площадь Калинина — площадь в городе Великие Луки. Расположена на пересечении проспекта Ленина и улицы Дьяконова. Названа в честь советского государственного и партийного деятеля Михаила Ивановича Калинина.

## История
Площадь образовалась в первой половине 1960-х годов в конце проспекта Ленина, на пересечении с Кавалерийской улицей. За всю историю существования ни разу не меняла своего названия. От площади на восток до реки Лазавица ранее проходила улица Дзержинского, которая исчезла на рубеже 1960-х — 1970-х годов, в связи с застройкой микрорайона новыми домами. Параллельно бывшей улице Дзержинского, на восток от площади Калинина, был продлен проспект Ленина.

## Объекты
Жилые здания
- Пятиэтажный многоквартирный жилой дом (пл. Калинина, 1) — построен в 1970 году. С момента постройки в здании размещался универмаг. В настоящее время первый этаж здания занят разными магазинами[1].
- Четырёхэтажный жилой дом (пл. Калинина, 2/6) — построен в 1959 году[2].
- Девятиэтажный многоквартирный жилой дом (пл. Калинина, 3) — построен в 1978 году. В 1980-х годах в здании размещалось кафе «Нарва». В настоящее время на первом этаже находится продуктовый магазин[3].
- Пятиэтажный жилой дом (пл. Калинина, 4) — построен в 1965 году[4].

Образовательные учреждения
- Детско-юношеская спортивная школа № 1 «Атлетика» (пл. Калинина, 6А) — двухэтажное здание по улице Дзержинского, в котором разместилась средняя школа № 2, построено в 1952 году[5][6].
- Средняя школа № 2 (пл. Калинина, 6А) — трёхэтажное здание нового корпуса школы № 2 построено в 1970 году[5].

Снесенные объекты
- Автозаправочная станция — построена в южной части площади во второй половине 1990-х годов. В настоящее время не существует.

## Достопримечательности

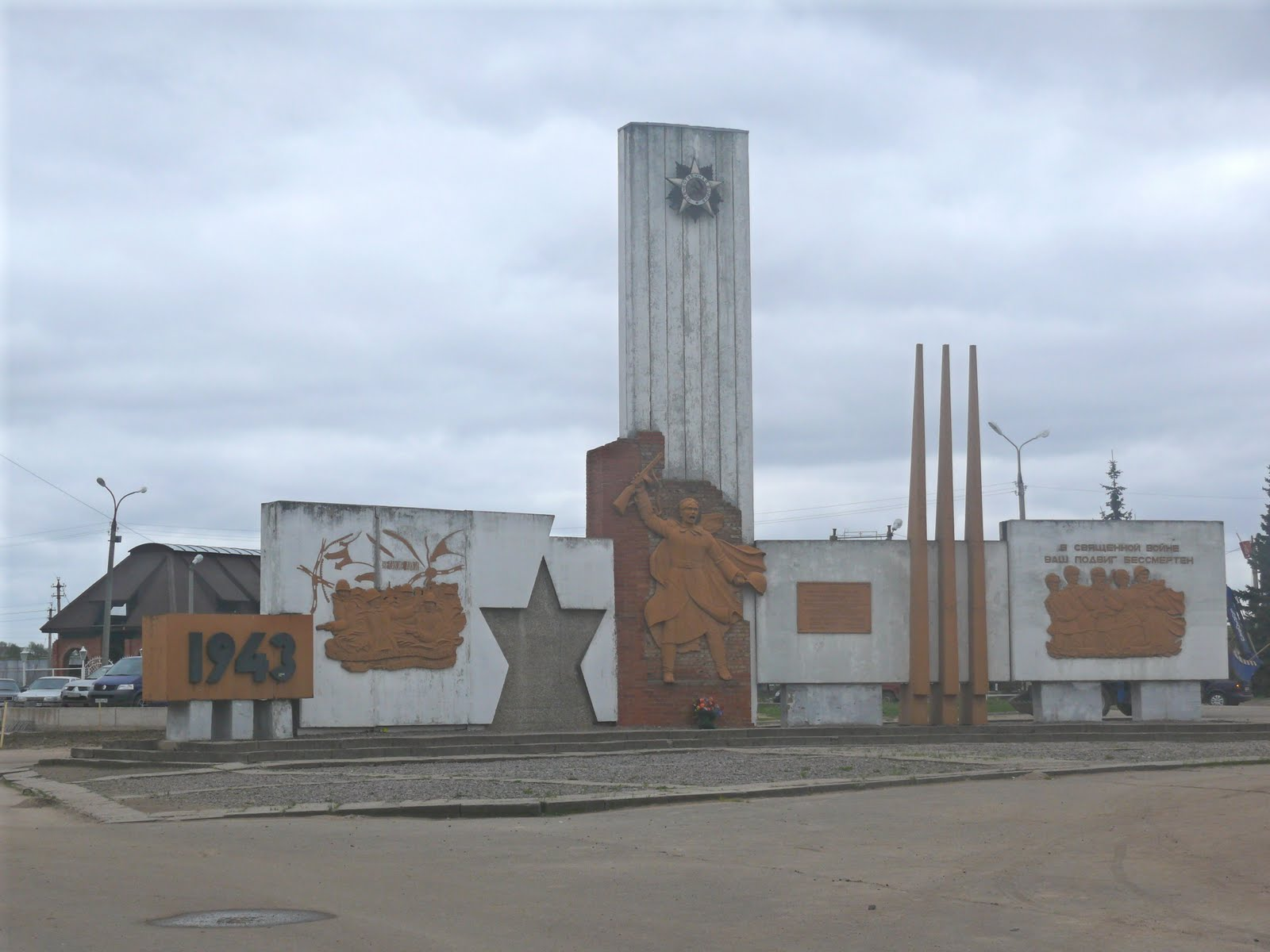
Памятный знак в честь 40-летия освобождения города от немецко-фашистских захватчиков

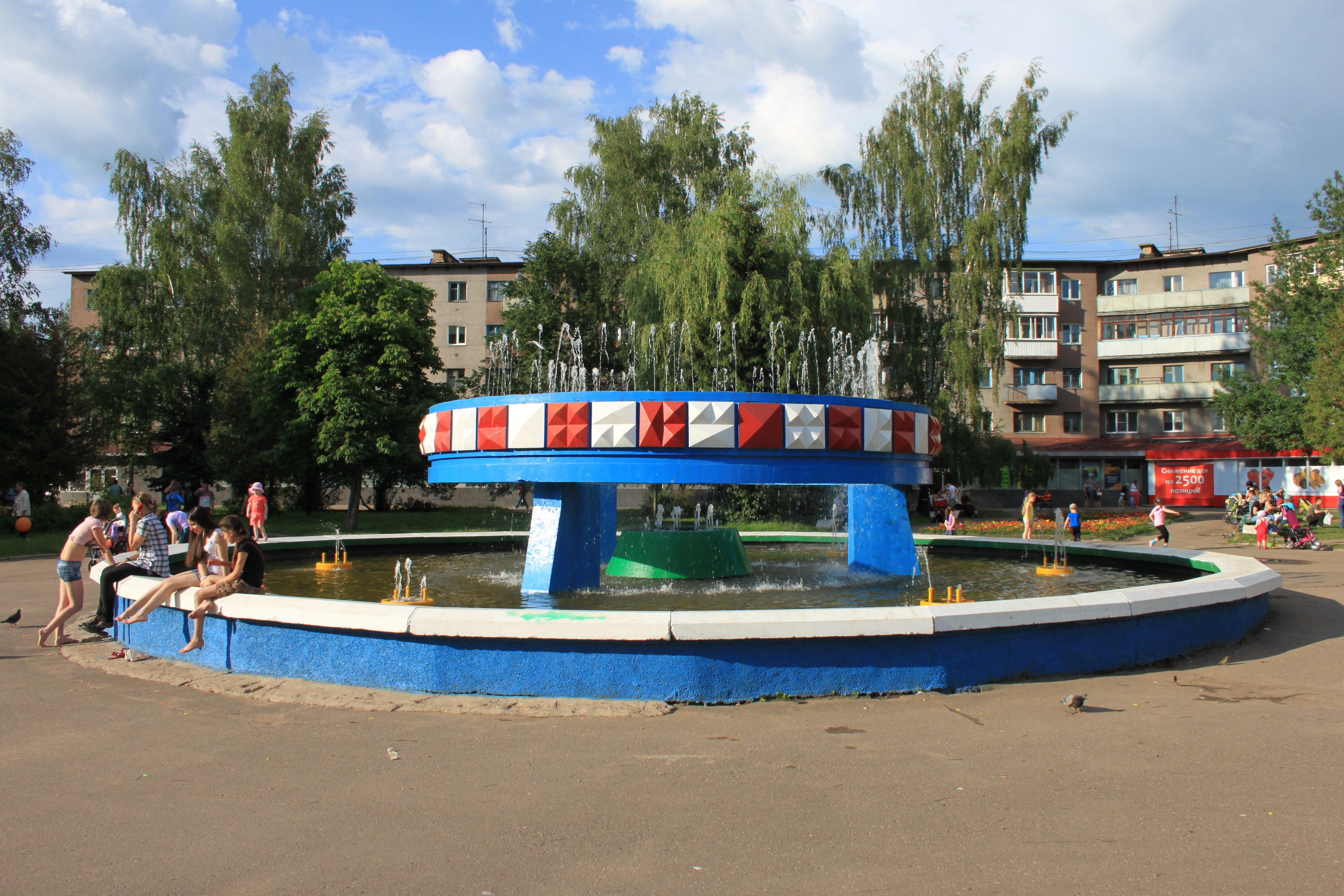
Фонтан на площади Калинина

- Памятный знак в честь 40-летия освобождения города от немецко-фашистских захватчиков — установлен в 1983 году. Авторы: Борис Николаев, Владимир Коженов[7].
- Цветной фонтан «Венок Славы» — установлен в центре площади в середине 1980-х годов. Автор: А. К. Логинов[8].

## Реконструкция площади
С февраля 2020 года проводилась реконструкция площади Калинина, в связи с чем автомобильное движение через площадь было закрыто. В результате реконструкции на площади построена кольцевая развязка и три подземных пешеходных перехода. Автомобильное движение открыто 21 ноября 2022 года.

## Транспорт
- Автобус № 2а, 2а, 3, 6, 7, 9, 9б, 13, 15
- Маршрутное такси № 1, 1а, 4, 4б, 12а, 14, 59